# داريو إيمار
داريو إيمار هو لاعب كرة قدم إكوادوري في مركز الدفاع، ولد في 5 يناير 1995 في إسمرالداس في الإكوادور. لعب مع نادي برشلونة.

## وصلات خارجية
- داريو إيمار على موقع قاعدة بيانات كرة القدم.إي يو (الإنجليزية)
- داريو إيمار على موقع ناشيونال فوتبول تيمز (الإنجليزية)
- داريو إيمار على موقع Soccerway.com (الإنجليزية)
- داريو إيمار على موقع عالم كرة القدم.نت (الإنجليزية)